# Mezzana (Trentino)

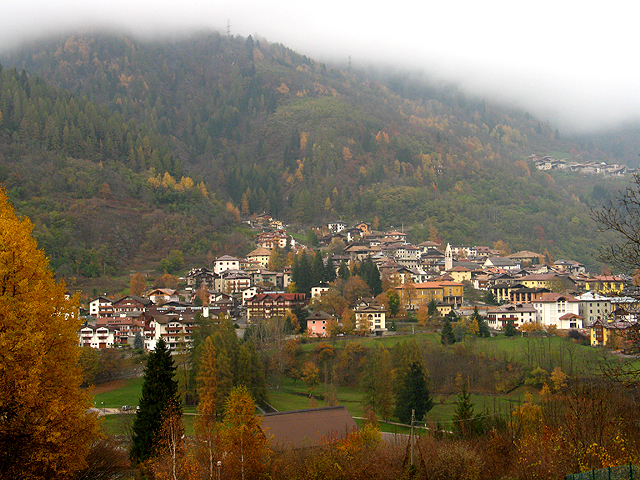
Panorama von Mezzana

Mezzana (Solander: Mezàna; deutsch veraltet: Metzlan) ist eine nordostitalienische Gemeinde (comune) mit 875 Einwohnern (Stand 31. Dezember 2023) im Trentino in der Region Trentino-Südtirol. Die Gemeinde liegt etwa 37 Kilometer nordwestlich von Trient am Noce und gehört zur Talgemeinschaft Comunità della Valle di Sole.

## Verkehr
Durch die Gemeinde führt die Strada Statale 42 del Tonale e della Mendola von Zanica nach Bozen. Weiters befindet sich in Mezzana der Endbahnhof der Nonstalbahn, die in zwei Phasen 2003 und 2016 vom ursprünglichen Endbahnhof Malé nach Mezzana verlängert wurde.